# Dracophyllum sayeri
Dracophyllum sayeri är en ljungväxtart som beskrevs av F. Muell. Dracophyllum sayeri ingår i släktet Dracophyllum och familjen ljungväxter. Inga underarter finns listade i Catalogue of Life.